# РЕК „Битоля“
Рударско-енергийният комбинат „Битоля“ (на македонска литературна норма: Рударско-енергетски комбинат Битола), съкр. РЕК „Битоля“, е компания в Северна Македония за добив на въглища и производство на електроенергия.
Разположен е в района на гр. Битоля в югозападната част на Северна Македония. Включва 2 производствени предприятия:
- открит рудник Суводол за въглища – в съседство на централата;
- топлоелектрическа централа – на около 12 км източно от Битоля, в околностите на с. Новаци.

РЕК „Битоля“ е най-големият производител на електрическа енергия на територията на Северна Македония. Има много голямо значение за стопанството на страната.
Комбинатът е открит през 1980 г. с разработването на рудничната част, а през 1982 г. са произведени първите киловатчасове електроенергия при пускането в експлоатация на първия от 3-те блока на топлоцентралата. Произвежда над 72% от общото производство на електрическа енергия в електроенергийната система на Северна Македония.
С откриването на открит рудник Брод-Гнеотино от Пелагонийския басейн се смята, че работният живот на електроцентралата ще се продължи най-малко с 15 год.
РЕК „Битоля“ е дъщерно дружество на „Електрани на Македония“ АД (ЕЛЕМ; в превод: „Електроцентрали на Македония“), създадено през 2005 г. след преструктурирането на бившата монополна държавна енергийна компания „Електростопанство на Македония“ АД (ЕСМ).